# Рожек-Бжезінський
Рожек-Бжезінський (пол. Rożek Brzeziński) — село в Польщі, у гміні Кшимув Конінського повіту Великопольського воєводства.
У 1975-1998 роках село належало до Конінського воєводства.